# واتروشکا
واتروشکا (به انگلیسی:vatrushka) یکی از شیرینی‌های معروف روسیه و کشورهای شرق اروپا است.
خمیر گرد مانند، در وسط آن پنیر و بعضی وقت‌ها هم با کشمش است.
همیشه مزه آن شیرین نیست، بعضی‌ها پیاز هم به خمیر اضافه می‌کنند.
گاهی پنیر آن، در واقع چیزی است به نام «تْواروگ» (Tvorog) که از شیر ترشیده درست میشود و خیلی خوشمزه است و طرفدار دارد.
از «تواروگ» محصولات مختلفی زیادی درست می‌کنند.